# Tawara (Lanze)
Die Tawara ist eine Lanze aus Indonesien.

## Beschreibung
Die Tawara hat eine zweischneidige, breite Klinge mit einem Mittelgrat. Sie ist mit einer Angel am Schaft befestigt. Der Schaft besteht aus Holz und ist zur Stabilisierung von der Klinge, bis etwa zur Hälfte der Gesamtlänge mit Rattanschüren umwickelt. Es gibt viele Versionen die von einfacher Machart bis zu sehr prunkvollen Ausführungen reichen. Bei den besser gearbeiteten Versionen besteht der Schaft aus rotem Hartholz und ist auf seiner gesamten Länge mit Schnitzereien verziert. Die Versionen aus Bada und Kulawi sind mit Büscheln aus Ziegenhaar in Schwarz-Weiß, Schwarz-Rot oder Weiß-Rot verziert. Diese Büschel reichen von der Mitte des Schaftes bis zum Ende, an dem ein langer, eiserner Stachel angebracht ist. Dieser Stachel ist am Schaft befestigt, indem er spiralförmig um den Schaft gewickelt wird. Der Stachel kann inklusive der Wicklung eine Länge von 5 Meter betragen. Diese Wicklung läuft bis zu den Haarbüscheln und sorgt dafür das deren Haare vom Schaft abstehen. Im Alltag ist der Haarbusch von einer Schutzhülle aus Baumwolle verdeckt, die dieselbe Farbe hat wie die Haarbüschel. Die Tawara wird von Ethnien in Indonesien benutzt.